# Илоуган
Илоуган (на английски: Illogan) е село в Югозападна Англия, графство Корнуол. Намира се на около 5 km на юг от брега на Атлантическия океан между градовете Камборн и Редрът, на около 50 km западно от Плимут. Населението му е 5474 души (по приблизителна оценка от юни 2017 г.).

## Личности
Родени
- Ричард Тревитик (1771 – 1833), английски изобретател